# Kesha
Kesha Rose Sebert (Los Ángeles, California; 1 de marzo de 1987), conocida simplemente como Kesha (anteriormente estilizado como Ke{\displaystyle \mathrm {S} \!\!\!\Vert }ha o Ke$ha), es una cantante, rapera, compositora, productora, empresaria, bailarina, activista y actriz estadounidense. En 2005, a los dieciocho años de edad, firmó con el sello discográfico de Dr. Luke y empezó cantando coros y escribiendo canciones para otros artistas. Su fama llegó a principios de 2009, después de aparecer en el sencillo número 1 de Flo Rida, «Right Round» y en su canción «Touch Me». Asimismo, meses antes, en 2008, hizo una aparición en el videoclip «I Kissed a Girl» de Katy Perry. Su primer sencillo, «TiK ToK», lanzado a finales de 2009, alcanzó el número uno en once países, y fue un gran éxito. Hasta la fecha, «Tik Tok» es el segundo sencillo digital más vendido de la historia, con más de 14 millones de unidades vendidas a nivel internacional. Posteriormente, en enero de 2010, lanzó su álbum debut, Animal, el cual debutó en el número uno en los EE. UU.; sus siguientes sencillos «Blah Blah Blah», junto con la colaboración de 3OH!3, «Your Love is My Drug» y «Take It Off», tuvieron muy buena recepción en las listas. Publicó «We R Who We R» y «Blow» cómo sencillos de su primer EP Cannibal, lanzado a finales de 2010. Kesha continuó escribiendo canciones para otros artistas, como «Till the World Ends» de la cantante pop Britney Spears. A lo largo del año siguiente, Kesha se embarcó en su gira Get Sleazy Tour. 
El 4 de diciembre de 2012, lanzó su segundo álbum de estudio titulado Warrior, de dónde se desprenden los sencillos «Die Young», «C'Mon» y «Crazy Kids». Desde 2013, Kesha se vio envuelta en una disputa legal con su exproductor Dr. Luke, en la que una serie de demandas fueron interpuestas entre ambas partes. Kesha alegó abusos físicos y emocionales y discriminación laboral por parte del productor, mientras que él afirmó que se llevó a cabo un incumplimiento del contrato y se vertieron acusaciones difamatorias hacia su persona, en el mismo año hizo una aparición como artista invitada en la canción del cantante cubano-estadounidense Pitbull titulada «Timber». En marzo de 2014, la cantante acabó un tratamiento de rehabilitación por los trastornos alimenticios que según ella afirmaba la había causado su productor, y anunció que su nombre artístico a partir de entonces sería simplemente «Kesha», y no «Ke$ha».
Después de cinco años, la artista lanzó su tercer álbum de estudio, Rainbow (2017), que contiene las canciones «Praying», «Woman» y «Learn To Let Go», entre otras.  
Bajo la influencia de varios géneros y artistas, Kesha ha sido inspirada principalmente por la música de la década de 1980. Madonna, Queen y Beck han sido mencionados como fundamentales para su arte. Después de experimentar varios géneros (cómo el country, el pop rock y la música electrónica), Kesha finalmente siguió con el pop rock. Su técnica «talky» rap, canto tirolés, y el exceso de auto-tune se han convertido en su marca registrada, y los tres han dado lugar a un escrutinio sobre su talento vocal. Temáticamente, su música en general gira en torno a las locuras de las fiestas y el consumo excesivo de alcohol, aunque algunos temas se han señalado como odas a la individualidad. Filantrópicamente, Kesha ha estado involucrada con los derechos de los animales y el activismo LGBT. Desde su debut, Kesha ha sido nominada a más de cincuenta premios, ganando más de veinte. Entre estos premios, ganó el MTV Europe Music Award a Mejor Artista Nuevo en 2010 y varios premios Billboard.

## Biografía
Kesha nació el 1 de marzo de 1987 en Los Ángeles, California. Su madre, Pebe Sebert, es una cantante y compositora que coescribió en 1987 el sencillo «Old Flames Can't Hold a Candle to You» junto a Hugh Moffatt para Joe Sun. Pebe, soltera, se vio en la situación de criarla a ella y a su hermano mayor Lagan sin un padre y con problemas financieros. Gracias a la ayuda de programas de asistencia social y cupones de alimentos pudieron sobrevivir. Cuando Kesha era una niña, Pebe a menudo tenía que cuidarla mientras estaba en el escenario. Kesha afirma que no tiene conocimiento de la identidad de su padre. Sin embargo, un hombre que decía ser su padre habló para Star Magazine en 2011, con fotos y cartas, aduciendo como prueba de que habían estado en contacto regular como padre e hija antes de que Kesha cumpliera 19 años. Dos de sus bisabuelos maternos eran inmigrantes de Szentes, Hungría, mientras que su bisabuela materna era originaria de Polonia.
En 1991, se mudaron a Nashville, Tennessee, tras haber obtenido su madre un contrato en unos estudios de grabación. Fue ahí donde Kesha comenzó a interesarse por la música, ya que Pebe también le enseñó a escribir canciones y componer, lo cual solían hacer a menudo tras volver de la escuela (ya que notó el talento vocal de Kesha). Kesha afirmó que ella no encajaba en la escuela a la que iba, un suburbio de Nashville (Brentwood), en el llamado "Cinturón de la Biblia". Explicó también que su sentido de la moda no convencional (incluyendo pantalones de terciopelo púrpura caseros y el pelo morado) hizo que fuera rechazada por otros estudiantes. Ella tocaba la trompeta y posteriormente el saxo en la banda de la escuela, y se describió a sí misma en una entrevista con NPR como una alumna aplicada. Kesha tiene certificados de coeficiente intelectual que revelan que posee un CI mayor al de la media; declaró en una entrevista que: «Iba al colegio a clases de historia sobre la Guerra Fría sólo por diversión».
Kesha asistió a la Franklin High School y a la Brentwood High School (ambas en Tennessee). Kesha empezó a grabar demos que posteriormente Pebe, su madre, daba a gente que conocía. Además, Kesha también estuvo en una banda con Lagan. Kesha y Pebe escribieron la canción «Stephen» juntas cuando Kesha tenía 16 años. Posteriormente, Kesha buscó a David Gamson, un productor que ella admiraba, desde Scritti Politti (quien accedió a producir la canción). Sin embargo, Kesha dejó los estudios a la edad de diecisiete años, sacándose su GED luego. Además, los Sebert aparecieron en un episodio de The Simple Life como la familia de acogida de Paris Hilton y Nicole Richie en 2005.

## Carrera artística

### 2006-2008: Inicios como corista
Kesha dejó la escuela para mudarse, convencida por el Dr. Luke y Max Martin, a Los Ángeles para comenzar con su carrera musical. Estos recibieron su maqueta después de que su madre Pebe se la diera a Samantha Cox, directora de escritura/editora en BMI, y la impresión fue de lo más satisfactoria.
Firmó con el sello Luke. Seis meses después de haber recibido a Paris Hilton en su casa, le dio a Kesha la oportunidad de cantar coros para el sencillo de Hilton, «Nothing In This World». En 2006, Kesha firmó con la compañía de David Sonenberg, DAS Communications Inc., apenas interactuando con Luke después de eso. DAS se encargó de obtener el mejor sello para ella en un año con la opción de terminar su relación si fallaban. Coescribió el sencillo de The Veronicas, «This Love» con Toby Gad.
Mientras que sus canciones eran usadas en programas de televisión, Kesha tenía un segundo empleo como camarera de pisos y agente de bolsa. Dos años después de llegar a Los Ángeles, decidió que quería que Prince produjera su música y localizó su hogar. Después de haber pasado por su casa y ser descubierta, fue sacada, pero no antes de dejarle el demo. Hizo coros en la canción de Britney Spears, «Lace and Leather» y apareció en el vídeo de Katy Perry para su sencillo «I Kissed a Girl» en el 2008. DAS pronto atrajo la atención de Kara DioGuardi, quien quería firmarla con Warner. El acuerdo fracasó debido a conflictos de contrato en vigor con la etiqueta de Dr. Luke. Ella terminó su contrato con DAS en septiembre y se reunió con Luke.

### 2009-2011:Animal,Cannibaly primeros éxitos

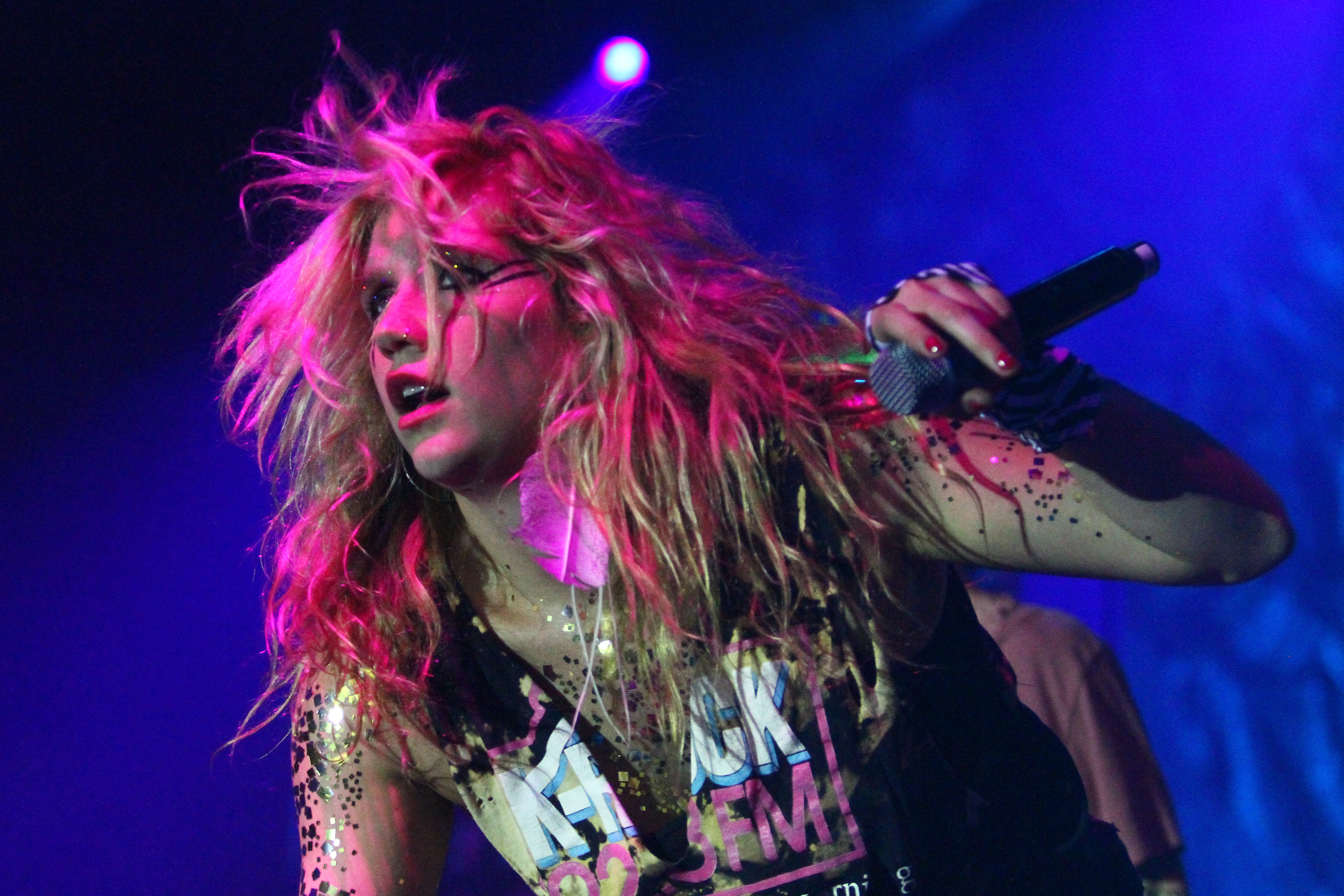
Kesha en octubre de 2010.

Kesha ganó exposición en los medios en el 2009 después de aparecer en el sencillo número uno de Flo Rida, «Right Round». La colaboración fue llamada "un accidente" por Kesha; ella había entrado a una sesión de grabación con Flo Rida y Luke. Flo Rida quería una voz femenina para la canción; Luke le sugirió a Kesha para el papel. A Flo Rida le gustó tanto el resultado final que hicieron dos canciones más. Sin embargo, Kesha no tiene créditos en el lanzamiento de Estados Unidos de «Right Round» y no obtuvo dinero por su parte. También se negó a aparecer en el video; explicando en una entrevista a la revista Esquire que «si quieres ser una artista legítima, es más importante saber a lo que se le dice que no. Sabía que él quería que moviera mi cuerpo, y lo que sea».
Poco después, Kesha firmó un contrato por varios discos con RCA a través de Luke, después de haber sido buscada por Lava Records y el sello de Flo Rida, como también Atlantic Records. RCA había notado sus seguidores en los medios sociales cuando negoció su contrato, por lo tanto se basó en construir su primer sencillo, «Tik Tok», ofreciendo la canción en MySpace en julio. Fue lanzado digitalmente en Estados Unidos en agosto y se envió a la radio dos meses después. Hizo su debut en el escenario en Lollapalozza e hizo una remezcla de Women's Wear Daily en el mismo mes que el lanzamiento de su sencillo. Para ese entonces, Kesha había también coescrito la canción principal del EP de Miley Cyrus, «The Time of Our Lives» e hizo una aparición en el álbum de Pitbull con la canción Girls.
El álbum debut de Kesha, Animal, fue lanzado en enero de 2010 y obtuvo críticas mixtas de críticos musicales. Rolling Stone resume el álbum como "repulsivo, desagradable y ridículamente pegajoso". Debutó en el número uno en Billboard 200 al establecer el récord de mayor porcentaje de cuota semanal digital para un álbum en el número uno. La canción «Blah Blah Blah» debutó en el top 10 en Estados Unidos, Canadá, Australia y Nueva Zelanda en la misma semana que el álbum vendía digitalmente. El primer sencillo, «Tik Tok», ha estado en las listas en once países y estableció numerosos récords en Estados Unidos. En marzo, Animal vendió un millón de copias en todo el mundo con sus canciones acumulando ocho millones de descargas.
Kesha se presentó en dos top 10 por Taio Cruz y 3OH!3 en mayo. Varias oportunidades vinieron por recomendaciones de Dr. Luke. Más tarde ese mes, los exgerentes de Kesha de DAS presentaron una demanda, reclamando 14 millones de dólares de Kesha y 12 millones de Luke por las comisiones en su acuerdo de RCA Records, alegando que ella los estrujó de su carrera bajo la presión de Luke.

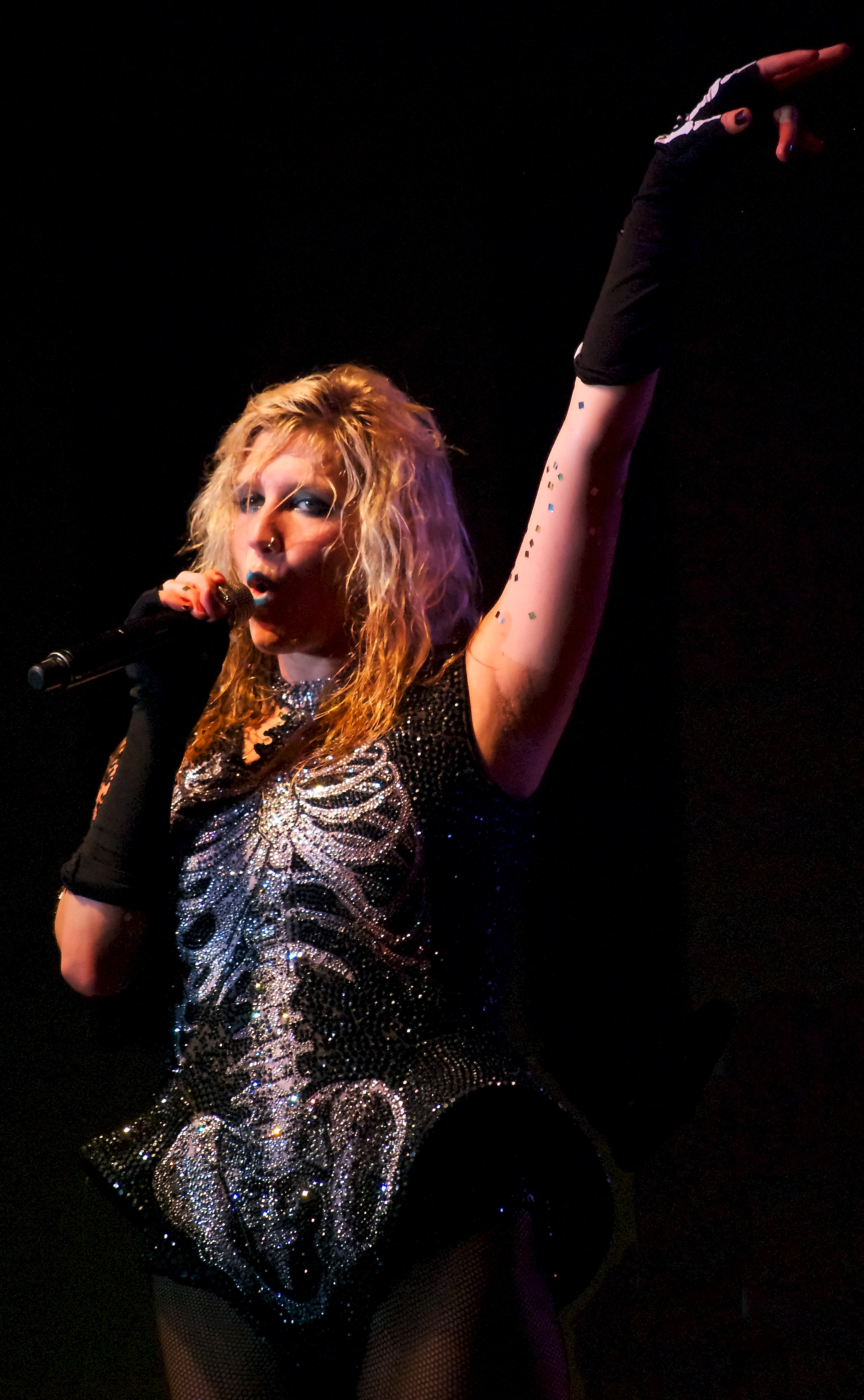
Kesha en 2011.

Kesha celebró un concierto benéfico el 16 de junio de 2010 dónde todo lo recaudado iría para ayudar a las víctimas por las inundaciones de mayo de 2010 de su ciudad natal Nashville. Recaudó cerca de $70,000 del evento. También donó 1000 libras de comida de perro a un refugio de animales para animales abandonados en la inundación. En agosto, Kesha fue nombrada embajadora de la marca Casio. Kesha estuvo en el show del tour de Rihanna, Last Girl on Earth tour. La revista Spin la llamó "fantásticamente desagradable" en su primer set en Vancouver, Canadá.
En noviembre de 2010, Animal fue re-relanzado cómo un EP, titulado Cannibal. El primer sencillo del EP, «We R Who We R», debutó en la cima de la Billboard Hot 100. Con dos números uno y cuatro top ten hits, Kesha fue nombrada Artista Hot 100 de 2010 por Billboard, con «Tik Tok» encabezando la lista de fin de año. El siguiente sencillo, «Blow», estuvo en la lista de los diez primeros de la lista Hot 100. En junio de 2011, ya había acumulado casi 21 millones de descargas digitales solamente en los EE. UU. En ese mismo año, Kesha inició su primera gira mundial Get Sleazy Tour con la que recorrió Europa, Australia y Norteamérica. Por su parte, coescribió el sencillo «Till the World Ends» de Britney Spears, del que posteriormente figuró como artista invitada junto a Nicki Minaj.
Kesha fue nombrada por Humane Society of the United States "primera embajadora global para los derechos de los animales", para intentar denunciar prácticas tales como las pruebas de cosméticos en animales y el aleteo de tiburones. También apareció junto al cantante de rock Iggy Pop en una campaña para PETA, en protesta por la Parranda de crías de foca en Canadá, y más tarde escribió en nombre de la organización a la cadena de comida rápida McDonald's sobre las condiciones de los mataderos.

### 2010-2013:Warriory otras colaboraciones

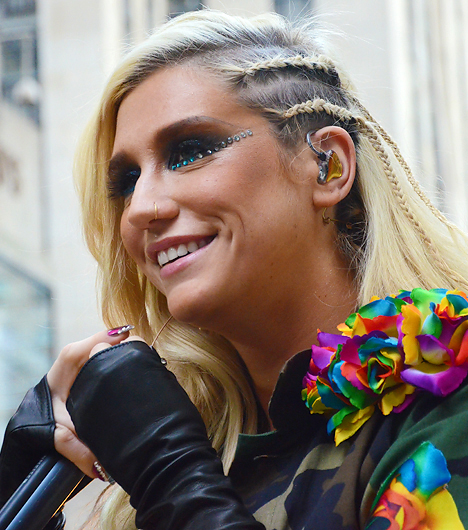
Kesha en Today, noviembre de 2012.

Kesha comenzó a escribir su segundo álbum de estudio mientras estaba en su gira Get Sleazy Tour. Ella tiene la intención de hacer un álbum "Pop rock" inspirado en los años setenta y que describa sus experiencias viajando por el mundo, un punto de partida de sus primeros álbumes de electropop donde unas cuantas guitarras se encuentran en la producción. Ella explicó los motivos a MTV, «sólo quiero capturar algo de la verdadera esencia del rock and roll, y eso es sólo la irreverencia, la sensualidad y la diversión y no dar una importancia a nada». Mientras que su álbum todavía contará con producciones de sus principales colaboradores, como Dr. Luke y Max Martin, dijo en una entrevista que ella también quería trabajar con otros productores y fue con los Dust Brothers. «Quiero tener el tiempo suficiente para asegurarse de que es la reinvención de la música pop», dijo Ke$ha. «Ese es el objetivo final, de reinventar la música pop. Así que estoy pensando en tomar el tiempo que necesito».
En la entrega de los MTV Video Music Awards confirmó el lanzamiento de su nuevo sencillo, «Die Young», el 25 de septiembre de 2012. La canción debutó en el número trece en "Billboard" Hot 100 y, finalmente, alcanzó el puesto número 2. La canción también debutó en toda Europa y países anglosajones, alcanzando la lista de las diez primeras en Australia, Canadá y Bélgica. El día 19 de septiembre en su cuenta de Twitter, anunció el título de su segundo álbum Warrior y el lanzamiento el martes 4 de diciembre de 2012, junto con el sencillo «C'Mon». «C'Mon» tuvo un comportamiento inferior en el mercado, sólo alcanzando el número 27 en "Billboard" Hot 100 y terminando su permanencia en la lista en el top 10. A pesar de esto, «C'Mon» continuó la racha de Kesha con los top 10 (con nueve) en la lista "Mainstream Top 40 Pop Songs elaborada por Billboard. Coincidiendo con el lanzamiento del álbum, Kesha lanzó una biografía ilustrada, titulada My Crazy Beautiful Life, a través de Touchstone Books en noviembre. Además, una serie-documental de televisión, Ke$ha: My Crazy Beautiful Life comenzó a transmitirse en abril de 2013 en MTV.
El 29 de abril, se lanzó oficialmente el tercer sencillo del disco, «Crazy Kids», en colaboración con will.i.am. Poco tiempo después, Kesha anunció la gira Warrior Tour, que permitiría promocionar el álbum. La parte norteamericana fue co-titulada con el rapero Pitbull. El 7 de octubre de 2013, Kesha y Pitbull lanzaron una colaboración, la canción «Timber», que fue un éxito comercial y se convirtió en la 11.ª canción Top 10 de Kesha en el Hot 100.
En 2013, The Flaming Lips anunciaron que esperaban lanzar un álbum de colaboración de larga duración con Kesha, llamado Lipsha. Esta colaboración fue cancelada en noviembre de 2013, sin duda como resultado de la controversia. Wayne Coyne re-tuiteó a fanes decepcionados, incluyendo algunos que acusaban a Dr. Luke de la cancelación. Kesha envió un mensaje a un fan expresando que estaba fuera de su control y que quería liberar el material, incluso de forma gratuita, diciendo que no le importaba el dinero.

### 2014-2016: Receso musical y batalla legal

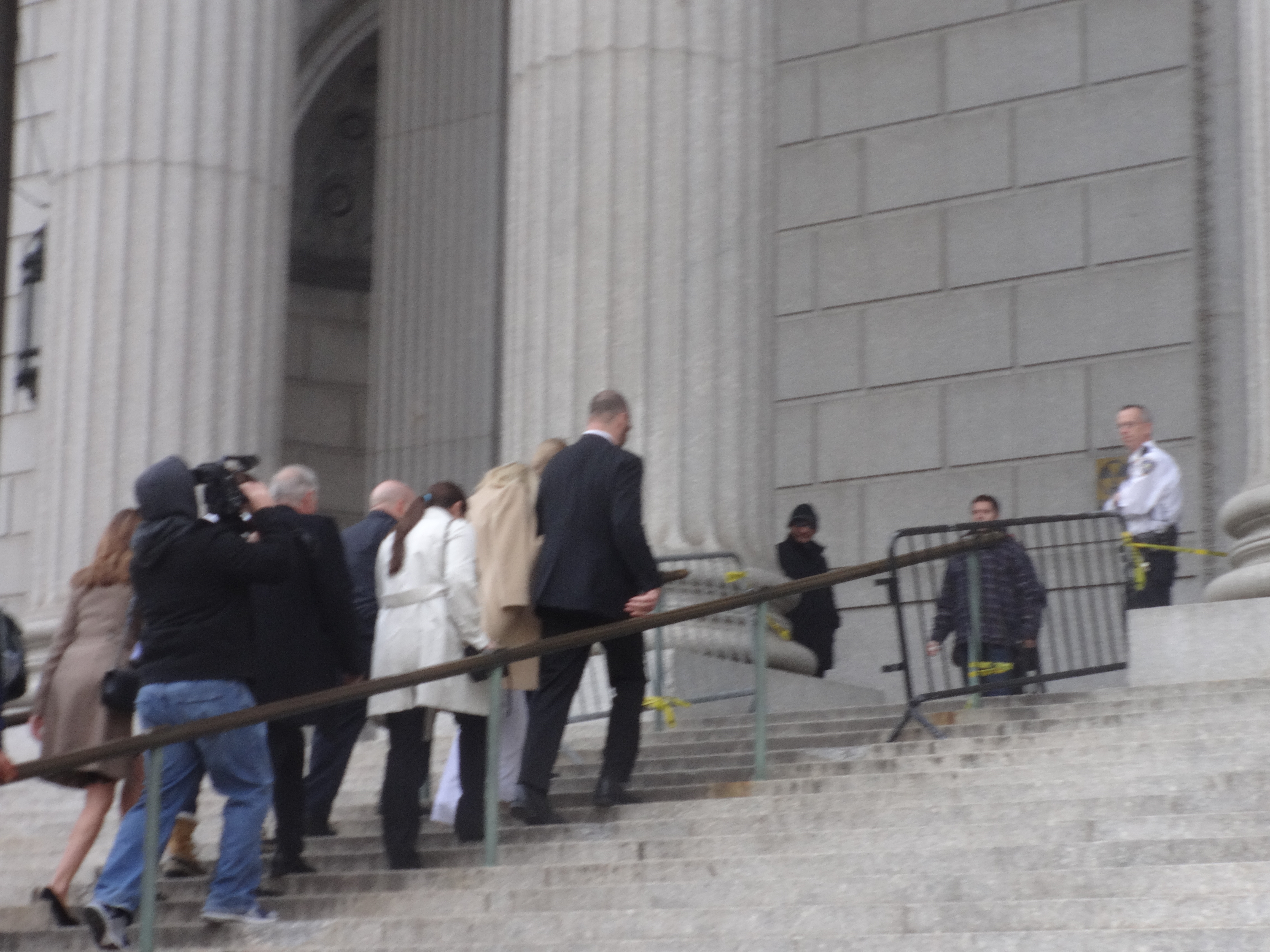
Kesha llegando a la Corte Suprema de Nueva York, Manhattan, para su juicio contra Dr. Luke el 19 de febrero de 2016.

En el último episodio de My Crazy Beautiful Life, Kesha reveló que estaba trabajando en su tercer álbum de estudio. Esa misma tarde se confirmó, cuando la cantante tuiteó una foto de ella con su madre en el piano, escribiendo canciones. El 3 de enero de 2014, se anunció que Kesha había ingresado en el Centro de Tratamiento Residencial Timberline Knolls, un centro de rehabilitación instalado en Lemont (Illinois), por un desorden alimenticio. Tras el anuncio, TMZ reveló que su productor Dr. Luke tenía una gran parte de la culpa de su internación en el tratamiento, afirmando que Dr. Luke la había despreciado por el peso que ella había ganado entre el Get Sleazy Tour, así como su álbum de 2012 Warrior, y su anterior gira.
El 7 de marzo de 2014, Kesha salió de la rehabilitación con un jersey en el cual ponía "Soy una superviviente" y escribió en Twitter: "La vida es bella. Y tengo la suerte de teneros a todos aquí". Después, la cantante decidió cambiar su nombre artístico a Kesha Rose (sin el signo del dólar). Además, la artista comenzó a aparecer en Rising Star de la cadena ABC en el panel de expertos, entre los cuales se encuentran Brad Paisley y Ludacris.
En octubre de 2014, Kesha demandó al productor Dr. Luke por presunto abuso sexual, violencia, abuso emocional y violación de las prácticas de negocios de California durante sus años de trabajo en conjunto. Afirmó que Dr. Luke la drogó repetidamente, con y sin su consentimiento, y que eso causó su trastorno alimentario. La demanda de Kesha culminó después de una batalla de varios meses de duración con Dr. Luke en la que Kesha pidió a la corte romper su contrato con él. En respuesta, Dr. Luke presentó una contrademanda contra Kesha por difamación, acusándola a ella y a su madre de usar las denuncias de abusos con el fin de romper su contrato. El 20 de febrero del 2016, perdió el juicio a favor del productor, estableciéndose que debía cumplir su contrato con Kemosabe Records.

### 2016-2020:Rainbow,High Roady regreso a los escenarios
El 29 de abril de 2016, después de los diversos problemas legales que tuvo, regresó a la música colaborando con Zedd en una canción llamada «True Colors». Posteriormente, el 2 de mayo, Kesha interpretó en vivo «It Ain't Me Babe», tema original del cantautor Bob Dylan, en los Billboard Music Awards 2016. En julio, Kesha se embarcó en su Kesha and the Creepies: Fuck the World Tour, su tercera gira mundial que recorrió Norteamérica y Asia. La artista describió la gira como «un viaje corto en lugares íntimos (...) con canciones que nunca me habéis visto tocar y quizás nunca vuelva a tocar». Durante este tiempo, se reveló que Kesha había grabado 22 canciones por su cuenta y se las había entregado a su discográfica.
El 5 de julio de 2017, Kesha anunció a través de su cuenta de Instagram que su próximo sencillo, que llevaría por nombre «Praying», sería lanzado el día siguiente. Asimismo, reveló que su tercer álbum de estudio se titularía Rainbow y sería lanzado el 11 de agosto de 2017. Su trabajo recibió múltiples reconocimientos, incluyendo dos nominaciones en la 60.ª ceremonia anual de los Premios Grammy en las categorías de Mejor Interpretación Vocal Pop Solista y Mejor Álbum de Pop vocal.
Entre el 17 y el 21 de febrero de 2019, se embarcó en un crucero llamado Kesha Weird and Wonderful Rainbow Ride. Navegando en el Norwegian Pearl, el crucero partió en Tampa, Florida, y terminó en Nasáu, Bahamas. Los invitados especiales incluyeron a Wrabel, Jonathan Van Ness, Betty Who, Detox y Superfruit, entre otros. El 2 de junio de 2019, lanzó una canción titulada «Rich, White, Straight Men». El 25 de julio, estrenó el sencillo «Best Day» para la película The Angry Birds Movie 2.

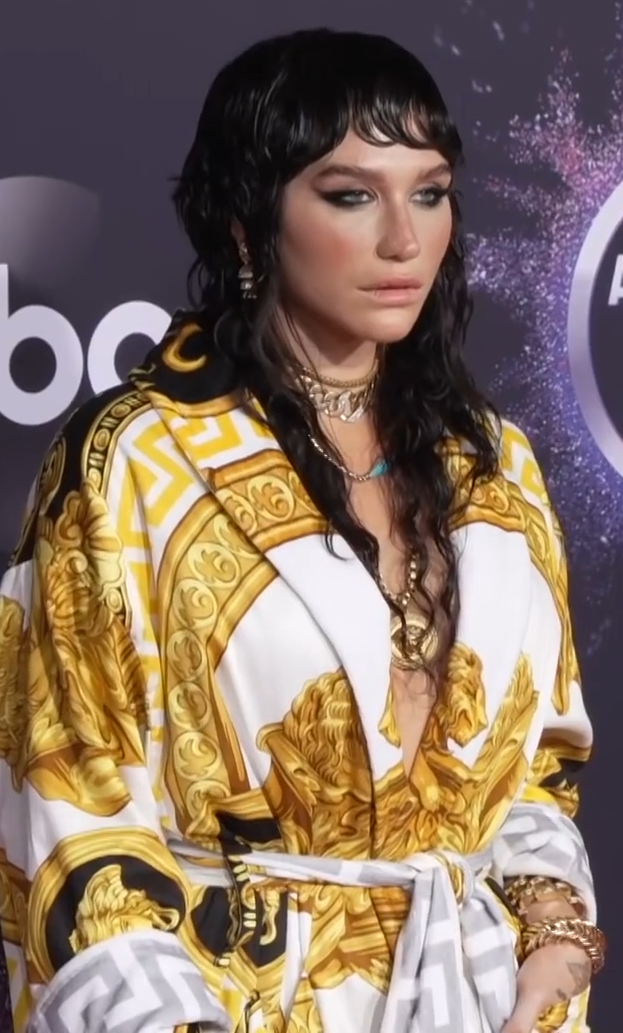
Kesha en los premios American Music Awards de 2019.

El 21 de octubre de 2019, Rolling Stone publicó un videoclip con el anuncio de su nuevo álbum High Road. «Raising Hell», el primer sencillo del álbum, se lanzó el 24 de octubre de 2019 junto a su vídeo musical, dirigido por Luke Gilford. El 7 de noviembre de 2019, anunció oficialmente su propia línea de cosméticos en asociación con la marca de maquillaje independiente Hipdot, Kesha Rose Beauty. El 19 de noviembre de 2019 se lanzó un tráiler de su próximo sencillo titulado «My Own Dance», el cual se lanzaría el día 21 de noviembre, apoyado de su video musical. El 12 de diciembre, se estrenó el tercer sencillo «Resentment» en colaboración con Brian Wilson y Sturgil Simpson.
Previamente al estrenó de su cuarto trabajo discográfico, se estrenó el cuarto sencillo «Tonight» el 28 de enero de 2020. High Road se lanzó el 31 de enero de 2020, y alcanzó el séptimo lugar en la lista Billboard Hot 200 de Estados Unidos.
En febrero de 2020, el sencillo promocional de Kesha de 2010 "Cannibal" adquirió un estatus viral a raíz de una tendencia de baile que la utilizaba en la plataforma de intercambio de vídeos TikTok. Después de esto, la canción se convirtió en un sencillo top 40 en Canadá y se lanzó un nuevo lyric video para la canción. Mientras se autoaislaba en su casa debido a la pandemia de coronavirus, Kesha creó una canción titulada "Home Alone". El 18 de abril de 2020, actuó en el evento benéfico One World: Together at Home.

### 2021-2023:Gag Ordery acuerdo con Dr. Luke
Kesha anunció la creación de su propio podcast, Kesha and the Creepies, con un vídeo de anuncio el 13 de noviembre de 2020. El podcast explora temas sobrenaturales y estilos de vida alternativos con invitados de la cultura pop y expertos sobrenaturales como Alice Cooper, Demi Lovato, Tyler Henry, Ben Folds y más. El primer episodio se estrenó el 19 de noviembre de 2020, con nuevos episodios casi todos los viernes. La primera temporada duró 30 episodios, con el episodio final emitiéndose el 10 de junio de 2021.
Más tarde lanzó varias colaboraciones a lo largo de 2020 y 2021, incluyendo "Chasing Rainbows" con Big Freedia, "Since I Was Young" con Wrabel, "Stronger" con el DJ holandés, Sam Feldt, y remezclas del single de Walker Hayes, "Fancy Like", y "Drop Dead" de Grandson.
Tras la cancelación de la gira High Road debido a la pandemia de COVID-19, Kesha se embarcó en su quinta gira como cabeza de cartel, Kesha Live (2021) con Betty Who como telonera. La gira comenzó el 13 de agosto de 2021, en Billings, Montana, y originalmente iba a tener 11 shows en los EE. UU., pero se amplió a 22, terminando el 12 de septiembre de 2021. Se anunciaron siete fechas más de la gira para finales de marzo de 2022, a las que seguirá la segunda gira de cruceros de Kesha, cuya salida está prevista para el 1 de abril de 2022. Sin embargo, el crucero y las fechas de la gira de primavera se cancelaron por motivos no revelados.[cita requerida]
Kesha puso voz a la canción "Taste So Good", en la que también participaron Hayley Kiyoko, Vincint y MNEK. La canción fue lanzada el 1 de junio de 2022, y se utilizó para promocionar la bebida con infusión de cannabis, Cann.[cita requerida]
Protagonizó y produjo el programa Conjuring Kesha, que se estrenó el 8 de julio de 2022 en Discovery+. En el programa, Kesha y sus invitados exploran lugares de interés paranormal.
En un livestream de Instagram en febrero de 2023, Kesha adelantó un fragmento de 30 segundos de una nueva canción. En su 36 cumpleaños, la cantante borró su feed de Instagram, y actualizó su foto de perfil con su nuevo logotipo. En un segundo livestream, reveló cuatro nuevos títulos de canciones: "Living in My Head", "Fine Line", "The Drama" y "Eat the Acid", y compartió fragmentos de las dos últimas.
La cantante anunció que el título del álbum sería Gag Order, además de desvelar su artwork el 25 de abril de 2023. El álbum fue lanzado el 19 de mayo de 2023, y tres singles, "Eat the Acid", "Fine Line", ambos fueron lanzados como un single doble, y "Only Love Can Save Us Now". Producido por Rick Rubin, el proyecto ve a Kesha en su momento más vulnerable y escarba en sus emociones "más feas". El álbum se centraba en la superación del trauma y la depresión provocados por el pleito con su antiguo productor, Dr. Luke.[cita requerida]
A través de un comunicado conjunto, Kesha y Dr. Luke anunciaron el 22 de junio de 2023 que su caso estaba oficialmente resuelto, un mes antes de que el caso fuera a juicio. En su declaración, Kesha dice que aunque no recuerda todo lo que pasó la noche de la supuesta agresión, está deseando seguir adelante con su vida y desea paz a todas las partes implicadas. Dr. Luke siguió negando las afirmaciones originales de Kesha en su declaración. Los detalles del acuerdo no se revelaron de inmediato. Esto se produjo después de que el Tribunal de Apelaciones de Nueva York dictaminara que Dr. Luke es una figura pública limitada. Dr. Luke habría tenido que demostrar que Kesha actuó con malicia cuando presentó su demanda, y ella habría podido recuperar los honorarios por el litigio a partir de 2020.

### 2024-presente:Period
Se informó a principios de febrero de 2024 que Kesha firmó con Crush Management. En una entrevista con V Magazine, Kesha compartió que ha estado escribiendo nueva música y declaró: «Hay un día marcado en mi calendario en el que soy libre para lanzar música.»
El 29 de junio de 2024, Kesha anunció su nuevo sencillo, «Joyride», que fue lanzado el 4 de julio a través de su sello homónimo, Kesha Records. Es su primer lanzamiento tras separarse de Kemosabe y RCA Records.

## Arte

### Estilo musical e influencias

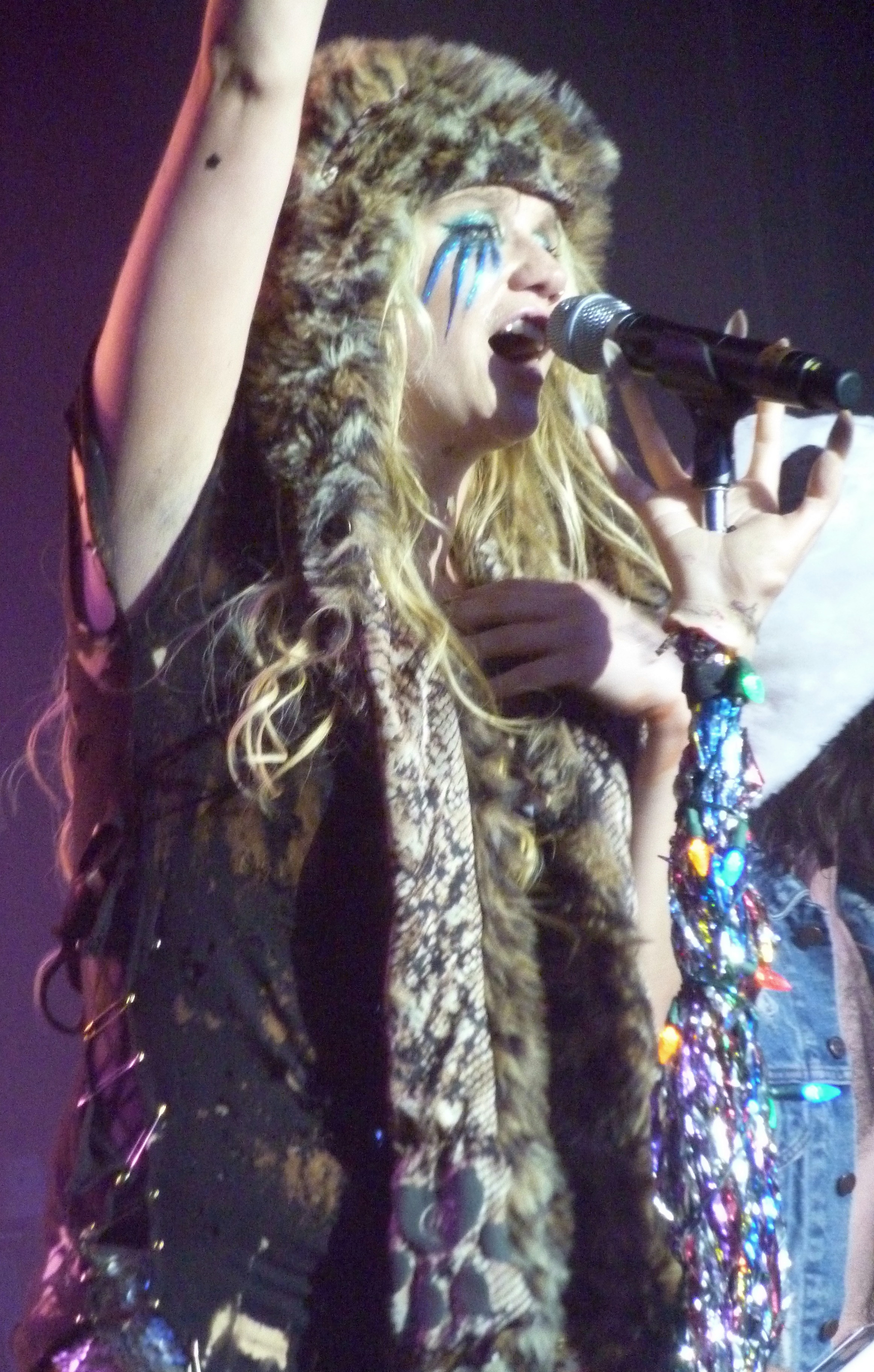
Kesha en París cantando Your Love Is My Drug.

Kesha ha citado a Britney Spears, Beck, Queen, Madonna, Johnny Cash, Aaron Neville, Bob Dylan, Beastie Boys, The Damned, Velvet Underground, Talking Heads y Blondie como referencias musicales. También ha señalado el álbum de Dylan Nashville Skyline cómo su preferido y lo llamó su álbum debut, Animal, un homenaje a los Beastie Boys, Licensed to Ill. Tiene créditos en todas sus canciones en el álbum y defendió su decisión de hacer música pop en una entrevista, explicando que «las personas son tan pretenciosas sobre la música pop así que sentí que estaba peleando ésta batalla. Mi álbum es honesto y divertido. Es una celebración de la juventud y la vida y salir y estar locos. ¡Soy una irreverencia no pretenciosa y me divierto!».
Los créditos del álbum de Kesha tiene un aire de rock, con letras directas sobre la base de experiencias en su vida e influenciada por el estilo narrativo de la música country. Se ha instado a los críticos en no tomar sus letras en serio; como en «TiK ToK», dónde la han criticado por cepillarse sus dientes con una botella del whiskey Jack Daniel. Kesha explicó que, «Todos realmente se ofendieron con eso. Pero vamos, cepillarse los dientes con Jack Daniel: ¿qué chica hace eso? Las personas dicen, '¿Estás segura en cepillarse los dientes con whisky?' Yo les respondo, 'Sí, de hecho, lo hago, todos los días, para todos. Especialmente hace 8 años.' Me refiero, ¿de qué estás hablando? Por supuesto que no lo hago. Vamos».
Kesha también expresó frustración por la doble moral de la objetivación de la mujer en la música. Así, en canciones como «Blah Blah Blah» y «Boots and Boys», Kesha lo hace un punto en cantar de la misma manera que supuestamente los hombres tradicionalmente cantan sobre mujeres.
Animal es del género dance-pop; incorpora elementos de electropop en su producción. Va desde pistas de baile de alta energía pop, a baladas electrónicas, a cantar canciones con guitarras. En cambio, a canción que da nombre al álbum («Animal») es más ambiciosa y está destinada a inspirar a la gente a abrazar su individualidad. Su segundo álbum, Warrior, es mucho más experimental que Animal, ya que contiene elementos dubstep y explora las experiencias eróticas que Kesha encontró con fantasmas en la canción «Supernatural». En general, Kesha declaró que el tema principal de Warrior es la magia.
Kesha también se ha referido a la necesidad de hacer sus shows en vivo cómo "escandalosos y muy divertidos, con baile".

### Estilo vocal
Kesha usa un estilo sonsonete de rapear en varias de sus canciones, que ella admitió que había comenzado a ser una broma, sobre todo en su primer sencillo «Tik Tok». New York Times dijo que la canción representaba "la asimilación completa y sin dolor de la rapera blanca en la música pop" Los Angeles Times comparó su estilo de voz al de L'Trimm y Salt-N-Pepa. Kesha ha sido criticada por usar el Auto-Tune para distorsionar su voz en su álbum Animal. Billboard dijo que la voz pesadamente elaborada hizo difícil decir si Kesha podía realmente cantar". David Jeffries de Allmusic se refirió a Kesha como 'La reina del crunkcore' al observar su colaboración en el álbum "Streets of Gold" de 3OH!3.

### Imagen pública

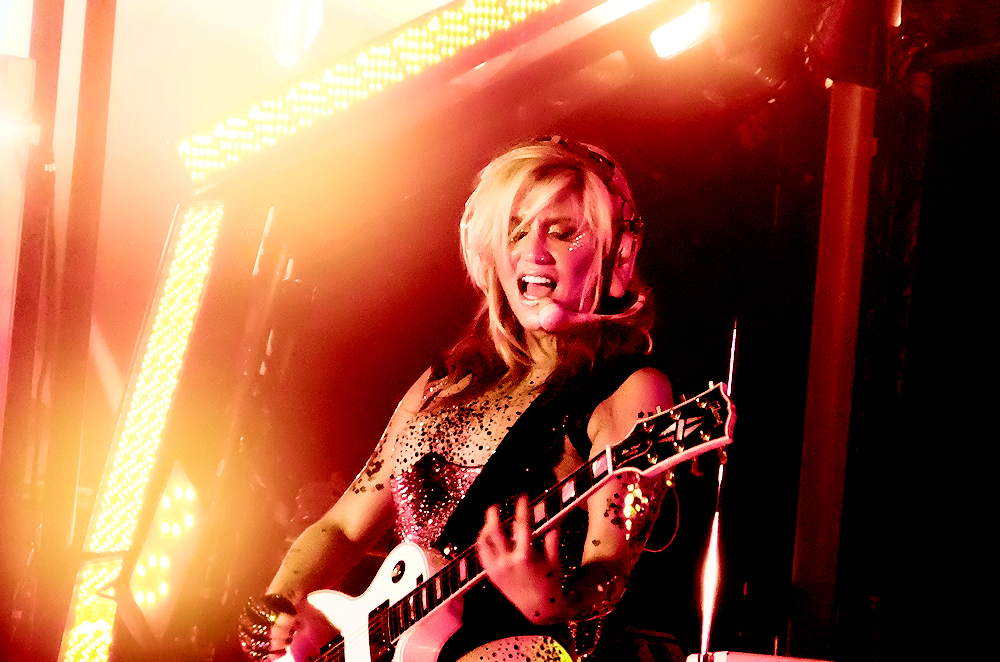
Kesha actuando en el Get Sleazy Tour (2011).

Kesha ha sido destacada por su imagen de chica fiestera; sin embargo, ella insiste que los críticos deben mirar más allá de su imagen. Dijo: «He estado trabajando en realizar este sueño, mi camino, mi misión, durante años. De verdad he invertido una gran cantidad de pensamientos, tiempo y esfuerzos. [...] Creo que es injusto cuando las personas no se representan correctamente, cuando me retratan como algo puramente unidimensional». Además, dijo que el signo del dólar en su nombre quería ser irónico, ya que "realmente [estaba] en el frente de poner mucho énfasis en el dinero".
El estilo de Kesha es un pelo despeinado, manchado de maquillaje y un vestuario que ella describe cómo "basura de chica". El estilo se desarrolló siendo ella pobre y tratando de vestirse adecuadamente con su presupuesto. Ha nombrado a Keith Richards cómo su inspiración en la moda. Su maquillaje de escenario es caracterizado por un maquillaje dramático en su ojo derecho, inspirado en A Clockwork Orange, y brillantina en el cuerpo. Kesha entró en el número cincuenta y seis en la revista Maxim en el Hot 100 del 2010, "lista definitiva de las mujeres más bellas del mundo".

## Discografía
Álbumes de estudio
- 2010: Animal
- 2012: Warrior
- 2017: Rainbow
- 2020: High Road
- 2023: Gag Order / Eat The Acid
- 2025: Period

## Giras musicales
| Giras - 2011: Get Sleazy Tour - 2013: North American Tour (con Pitbull) - 2013-2015: Warrior Tour - 2016-2017: Kesha and the Creepies: Fuck the World Tour - 2017-2018: Rainbow Tour - 2018: The Adventures of Kesha and Macklemore Tour (con Macklemore) - 2021: Kesha Live - 2023: Only Love Tour - 2024: House Of Kesha - 2025-2026: The Tits Out Tour (con Scissor Sisters) | Residencias - 2016: Kesha Live at Intrigue |

## Filmografía

### Cine
| Año  | Título                 | Rol                     | Notas                  |
| ---- | ---------------------- | ----------------------- | ---------------------- |
| 1991 | F.A.R.T. the Movie     | Chica                   | Película independiente |
| 2005 | Bravo Supershow        | Ella misma              | Invitada               |
| 2011 | Disney Princess Ke$ha  | Ella misma              | Cortometraje           |
| 2012 | Katy Perry: Part Of Me | Ella misma              | Toma de archivo        |
| 2015 | Jem and the Holograms  | Phyllis "Pizzazz" Gabor | Película               |
| 2016 | Malas madres           | Ella misma              | Película               |
| 2017 | A Ghost Story          | Spirit Girl             | Película               |
| 2018 | Rainbow: The Film      | Ella misma              | Documental             |

### Televisión
| Año  | Título                         | Rol                        | Notas                                                               |
| ---- | ------------------------------ | -------------------------- | ------------------------------------------------------------------- |
| 2005 | The Simple Life                | Ella misma                 | «Wedding Planner» (temporada 3, episodio 15)                        |
| 2010 | Saturday Night Live            | Ella misma                 | «Ryan Phillippe/Kesha» (temporada 35, episodio 19)                  |
| 2010 | The City                       | Ella misma                 | «One Girl's Trash...» (temporada 2, episodio 9)                     |
| 2011 | Victorious                     | Ella misma                 | «Ice cream for Ke$ha» (temporada 2, episodio 3)                     |
| 2012 | The X Factor (Australia)       | Ella misma (juez invitada) | (Temporada 4, 2 episodios)                                          |
| 2013 | Robot Chicken                  | Robot                      | «Papercut to Aorta» (temporada 6, episodio 14)                      |
| 2013 | Kesha: My Crazy Beautiful Life | Ella misma                 | Documental de MTV sobre su vida                                     |
| 2013 | The Show with Vinny            | Ella misma                 | «Mark Wahlberg, Anthony Mackie and Kesha» (temporada 1, episodio 3) |
| 2014 | Rising Star                    | Ella misma (jurado)        |                                                                     |
| 2015 | Jane the Virgin                | Annabelle                  | Vecina de Jane                                                      |
| 2016 | The Haunting Of...             | Ella misma                 |                                                                     |
| 2016 | Hollywood Game Night           | Ella misma                 | «Sealed with a Kesha» (temporada 4, episodio 8)                     |
| 2016 | Nashville                      | Ella misma                 |                                                                     |
| 2023 | Helluva Boss                   | Queen Bee-lzebub           | «Queen Bee» (temporada 1, episodio 8)                               |

## Premios y nominaciones
| Año                              | Premio                                              | Categoría                               | Trabajo nominado       | Resultado |
| -------------------------------- | --------------------------------------------------- | --------------------------------------- | ---------------------- | --------- |
| 2010                             | American Music Awards                               | Artista del año                         | Kesha                  | Nominada  |
| 2010                             | American Music Awards                               | Artista femenina favorita               | Kesha                  | Nominada  |
| 2010                             | American Music Awards                               | T-Mobile Artista Revelación             | Kesha                  | Nominada  |
| 2010                             | Premios 40 Principales                              | Mejor artista internacional             | Kesha                  | Ganadora  |
| 2010                             | MTV Europe Music Awards                             | Mejor nueva artista                     | Kesha                  | Ganadora  |
| 2010                             | MTV Europe Music Awards                             | Mejor artista                           | Kesha                  | Ganadora  |
| 2010                             | MTV Video Music Awards                              | Mejor nueva artista                     | Kesha                  | Ganadora  |
| 2010                             | MTV Video Music Awards                              | Mejor vídeo femenino                    | "Tik Tok"              | Ganadora  |
| 2010                             | MTV Video Music Awards                              | Mejor vídeo pop                         | "Tik Tok"              | Ganadora  |
| 2010                             | MTV Video Music Awards                              | Mejor colaboración                      | Mi primer beso         | Ganadora  |
| 2010                             | MTV Video Music Brazil                              | Mejor artista internacional             | Kesha                  | Ganadora  |
| 2010                             | Nickelodeon Australian Kids' Choice Awards          | Canción favorita                        | "Tik Tok"              | Ganadora  |
| 2010                             | Premios 40 Principales                              | Mejor canción internacional             | "Tik Tok"              | Ganadora  |
| 2010                             | MuchMusic Video Awards                              | Vídeo Internacional del Año - Artista   | "Tik Tok"              | Ganadora  |
| 2010                             | MuchMusic Video Awards                              | UR FAVE: vídeo internacional            | "Tik Tok"              | Nominado  |
| 2010                             | Eska Music Awards                                   | Mejor nuevo artista                     | Kesha                  | Ganadora  |
| 2010                             | People's Choice Awards                              | Artista favorita Breakout               | Kesha                  | Ganadora  |
| 2010                             | Billboard Year-End Chart Awards                     |                                         |                        |           |
| 2010                             | Top nueva artista                                   | Kesha                                   | Ganadora               |           |
| 2010                             | Top Hot 100 Artistas                                | Kesha                                   | Ganadora               |           |
| 2010                             | Top Digital Songs                                   | Kesha                                   | Ganadora               |           |
| 2010                             | Top artista pop                                     | Kesha                                   | Ganadora               |           |
| 2010                             | Top Canadá Hot 100 Artista                          | Kesha                                   | Ganadora               |           |
| 2010                             | Top Hot 100 Song                                    | Tik Tok                                 | Ganadora               |           |
| 2010                             | Top Digital Song                                    | Tik Tok                                 | Ganadora               |           |
| 2010                             | Top Pop Song                                        | Tik Tok                                 | Ganadora               |           |
| 2010                             | Teen Choice Awards                                  | Choice Music: Artista Femenina          | Kesha                  | Ganadora  |
| 2010                             | Teen Choice Awards                                  | Choice Music: Artista Breakout femenina | Kesha                  | Ganadora  |
| 2010                             | Teen Choice Awards                                  | Choice Summer Music Star: Mujer         | Kesha                  | Ganadora  |
| 2010                             | Teen Choice Awards                                  | Choice Music: Album – Pop               | Animal                 | Ganadora  |
| 2010                             | Teen Choice Awards                                  | Choice Music: Single                    | "Your Love Is My Drug" | Ganadora  |
| 2010                             | Teen Choice Awards                                  | Choice Summer Music: Song               | "Your Love Is My Drug" | Ganadora  |
| 2011                             |                                                     |                                         |                        |           |
| World Music Awards               | Best New Artist                                     | Kesha                                   | Ganadora               |           |
| Echo Awards                      | Most Successful Newcomer of the Year, International | Kesha                                   | Ganadora               |           |
| NRJ Music Awards                 | International Revelation of the Year                | Kesha                                   | Ganadora               |           |
| Shockwaves NME Awards            | Least Stylish                                       | Kesha                                   | Ganadora               |           |
| MuchMusic Video Awards           | MuchMUSIC.COM Vídeo más visto                       | "Take Off"                              | Ganadora               |           |
| MuchMusic Video Awards           | MuchMUSIC.COM Vídeo más visto                       | "Your Love Is My Drug"                  | Ganadora               |           |
| International Dance Music Awards | Best Pop Dance Track                                | "Your Love Is My Drug"                  | Ganadora               |           |
| Juno Awards                      | International Album of the Year                     | Animal                                  | Ganadora               |           |
| Billboard Music Awards           | Mejor Álbum Pop                                     | Animal                                  | Ganadora               |           |
| Billboard Music Awards           | Mejor Artista Novel                                 | Kesha                                   | Ganadora               |           |
| Billboard Music Awards           | Mejor Artista Femenina                              | Kesha                                   | Nominada               |           |
| Billboard Music Awards           | Mejor Artista Pop                                   | Kesha                                   | Ganadora               |           |
| Billboard Music Awards           | Mejor Artista del Hot 100                           | Kesha                                   | Nominada               |           |
| Billboard Music Awards           | Mejor Artista de Digital Songs                      | Kesha                                   | Nominada               |           |
| BMI Pop Awards                   | Award-winning Song                                  | "Tik Tok"                               | Ganadora               |           |
| BMI Pop Awards                   | Award-winning Song                                  | "Your Love Is My Drug"                  | Ganadora               |           |
| ASCAP Pop Music Awards           | Most Performed Song                                 | "Tik Tok"                               | Ganadora               |           |
| ASCAP Pop Music Awards           | Most Performed Song                                 | "Your Love Is My Drug"                  | Ganadora               |           |
| 2012                             | ARIA Music Awards                                   | Most Popular International Artist       | Kesha                  | Ganadora  |
| 2012                             | PETA Libby Awards                                   | Most Animal Friendly Pop/Hip-Hop Artist | Kesha                  | Ganadora  |
| 2012                             | PETA Libby Awards                                   | Best peta2 Ad                           | Kesha                  | Ganadora  |
| 2012                             | BMI Pop Awards                                      | Award-winning Song                      | "We R Who We R"        | Ganadora  |
| 2012                             | BMI Pop Awards                                      | Award-winning Song                      | "Blow"                 | Ganadora  |
| 2012                             | BMI Pop Awards                                      | Award-winning Song                      | "Till The World Ends"  | Ganadora  |
| 2012                             | ASCAP Pop Music Awards                              | Award-winning Song                      | "We R Who We R"        | Ganadora  |
| 2012                             | ASCAP Pop Music Awards                              | Award-winning Song                      | "Blow"                 | Ganadora  |
| 2012                             | ASCAP Pop Music Awards                              | Award-winning Song                      | "Till The World Ends"  | Ganadora  |
| 2012                             | VEVOCertified Awards                                | 100.000.000 Visitas                     | "Tik Tok"              | Ganadora  |
| 2012                             | MTV Europe Music Awards                             | Best World Stage Performance            | Kesha                  | Ganadora  |
| 2013                             | World Music Awards                                  | Mejor Artista Femenina                  | Kesha                  | Ganadora  |
| 2013                             | World Music Awards                                  | Mejor Entertainer del Año               | Kesha                  | Ganadora  |
| 2013                             | World Music Awards                                  | Mejor Canción                           | "Die Young"            | Ganadora  |
| 2013                             | World Music Awards                                  | Mejor Directo                           | Kesha                  | Ganadora  |
| 2013                             | Genesis Awards                                      | The Gretchen Wyler Award                | Kesha                  | Ganadora  |
| 2013                             | New Now Next Awards                                 | That's My Jam                           | "C'Mon"                | Ganadora  |
| 2013                             | MTV Italy TRL Awards                                | Wonder Women                            | Kesha                  | Ganadora  |
| 2014                             | VEVOCertified Awards                                | 100.000.000 Views                       | "Timber"               | Ganadora  |
| 2014                             | iHeart Radio Music Awards                           | Best Collaboration                      | "Timber"               | Ganadora  |
| 2014                             | Billboard Music Awards                              | Top Rap Song                            | "Timber"               | Ganadora  |
| 2018                             | Grammys                                             | Best Pop Album                          | "Rainbow"              | Nominada  |
| 2018                             | Grammys                                             | Best Pop Solo Performance               | "Praying"              | Nominada  |